# Norra Karelens välfärdsområde
Norra Karelens välfärdsområde (finska: Pohjois-Karjalan hyvinvointialue) är ett av de 21 välfärdsområdena i Finland. Välfärdsområdet grundades som en del av reformen som berör social- och hälsovården och räddningsväsendet i Finland, och det omfattar samma område som  landskapet Norra Karelen.

Norra Karelens välfärdsområde.

## Kommuner
Norra Karelens välfärdsområde består av tretton kommuner varav fem är städer.

- Bräkylä kommun
- Heinävesi kommun
- Ilomants kommun
- Joensuu stad
- Juga kommun
- Kides stad
- Kontiolax kommun
- Lieksa stad
- Libelits kommun
- Nurmes stad
- Outkoumpu stad
- Polvijärvi kommun
- Tohmajärvi kommun

I april 2022 fanns det 162 907 invånare i området.

## Tjänster
Från och med 1 januari 2023 överförs ansvaret för att ordna social- och hälsovårdstjänsterna och räddningsväsendet från kommuner och samkommuner till välfärdsområdena. Enligt lag ska kommuners och samkommuners gällande avtal överföras till välfärdsområden.

### Sjukvård
Kommuner i Norra Karelens välfärdsområde tillhör Norra Karelens sjukvårdsdistrikt. Områdets centralsjukhus är Norra Karelens centralsjukhus i Joensuu. Specialsjukvård ordnas i Kuopio universitetssjukhus.

### Räddningsverk
Norra Karelens räddningsverk är verksamma i Norra Karelens välfärdsområde.

## Beslutsfattande

### Välfärdsområdesvalet
Vid välfärdsområdesval utses välfärdsområdesfullmäktige för välfärdsområdena, som ansvarar för ordnandet av social- och hälsovården och räddningsväsendet från och med den 1 januari 2023. Välfärdsområdena har självstyre och den högsta beslutanderätten utövas av välfärdsområdesfullmäktige. Välfärdsområdesval förrättas samtidigt med kommunalval.
Det första välfärdsområdesvalet hölls den 23 januari 2022. Då valdes 79 personer till välfärdsområdesfullmäktige.

### Välfärdsområdesfullmäktige
Välfärdsområdesfullmäktige ansvarar för välfärdsområdets verksamhet och ekonomi. Fullmäktige fattar beslut om årsbudgeten, godkänner bokslutet och ansvarar för strategiska linjer.

### Mandatfördelning
| 5 | 14 | 3 | 6 | 20 |  |  | 8 |

| 27 | 32 |

| 6 | 16 | 3 | 4 | 19 |  | 9 |